# Xenasmatella
Xenasmatella is een geslacht van schimmels behorend tot de familie Xenasmataceae. De typesoort is Xenasmatella subflavidogrisea.

## Soorten
- X. ardosiaca (Bourdot & Galzin) Stalpers (1996)
- X. bicornis (Boidin & Gilles) Piatek (2005)
- X. borealis (K.H.Larss. & Hjortstam) Duhem (2010)
- X. caricis-pendulae (P.Roberts) Duhem (2010)
- X. cinnamomea (Burds. & Nakasone) Stalpers (1996)
- X. globigera (Hjortstam & Ryvarden) Duhem (2010)
- X. insperata (H.S.Jacks.) Jülich (1979)
- X. nasti (Boidin & Gilles) Stalpers (1996)
- X. palmicola (Hjortstam & Ryvarden) Duhem (2010)
- X. romellii Hjortstam (1983)
- X. sanguinescens Svrcek (1973)
- X. subflavidogrisea (Litsch.) Oberw. ex Jülich (1979)
- X. vaga (Fr.) Stalpers (1996)